# Ex aliis nostris
Ex aliis nostris ist eine Enzyklika vom 21. November 1851, mit der Papst Pius IX. die Normen, die Rahmenbedingungen und die Ablassbestimmungen für das kommende Jubeljahr festlegte. Er berief sich auch auf die ebenfalls am 21. November 1851 veröffentlichte Enzyklika Exultavit cor nostrum, mit der er für 1852 ein außerordentliches Heiliges Jahr angekündigt hatte.